# Eastborough, Kansas
Eastborough là một thành phố thuộc quận Sedgwick, tiểu bang Kansas, Hoa Kỳ. Năm 2010, dân số của xã này là 773 người.

## Dân số
Dân số các năm:
- Năm 2000: 826 người
- Năm 2010: 773 người